# Phyllogomphoides pugnifer
Phyllogomphoides pugnifer är en trollsländeart som beskrevs av Donnelly 1979. Phyllogomphoides pugnifer ingår i släktet Phyllogomphoides och familjen flodtrollsländor. Inga underarter finns listade i Catalogue of Life.